# Викторијански морал
Викторијански морал је извлачење оног најбољег из моралних погледа средње класе у Британији у 19. веку, у викторијанској ери.
Викторијанске вредности су се појавиле у свим класама и досегле су до свих аспеката викторијанског живота. Вредности тог периода —које се могу класификовати као религија, морал, евангелизам, индустријска радна етика и лично усавршавање — имају зачетке у викторијанском моралу. Актуелне драме и сва литература — укључујући старе класике као што је Шекспир — очишћени су од садржаја који се сматра неприкладним за децу, или су „цензурисани“.
Савремени историчари уопштено говоре о викторијанској ери као o периоду многих сукоба, попут широко распрострањеног инсистирањa на достојанственом држању и уздржаности, заједно са озбиљним дебатама о томе како тачно треба применити нови морал. Међународна трговина робљем је укинута, а ову забрану спровела је Краљевска морнарица. Ропство је окончано у свим британским колонијама, дечји рад је укинут у британским фабрикама, а уследила је и дуга дебата о томе да ли проституцију треба потпуно укинути или строго регулисати. Хомосексуалност је остала илегална.

## Ропство
Противљење ропству било је главни евангелистички пројекат с краја 18. века, предвођен Вилијамом Вилберфорсом (1759–1833). Пројекат је био веома темељно организован и у оквиру њега су развијане пропагандне кампање које су терале читаоце да се јеже од ужаса ропства. Исти морални жар и организационе способности пренете су на већину других реформаторских покрета. Викторија је ступила на престо 1837. године, само четири године након укидања ропства широм Британске империје. Покрет против ропства годинама je водио кампању како би постигао забрану и остварио је успех делимичним укидањем ропства 1807. године и потпуном забраном трговине робљем, али не и робовласништва, до чега је дошло тек 1833. године. Процес је толико трајао јер је морал против ропства био супротстављен моћним економским интересима која су се заснивала на тврдњама да ће бројна предузећа бити уништена ако им не буде дозвољено да користе принудан рад. На крају су власници плантажа на Карибима добили 20 милиона фунти у готовини, што је представљало просечну тржишну цену робова. Вилијам Е. Гледстон, касније познати реформатор, извршио је велике уплате на рачун свог оца за стотине њихових робова. Краљевска морнарица патролирала je Атлантским океаном, заустављала све бродове за које се сумњало да превозе афричкие робове у Америку и ослобађала све пронађене робове. Британци су основали Kрунску колонију у западној Африци —Сијера Леоне— и тамо су превозили ослобођене робове. Ослобођени робови из Нове Шкотске основали су престоницу Сијера Леонеа и назвали је Freetown („Слободни град“).

## Укидање окрутности

### Окрутност према животињама
Вилијам Вилберфорс, Томас Фaвел Бакстон и Ричард Мартин увели су први закон за спречавање окрутности према животињама, Закон о окрутном поступању са стоком из 1822. године. Oдносио се само на стоку и лако је усвојен 1822. године.
У Закону о Метрополитанској полицији из 1839. године, „борба или вабљење лавова, медведа, јазаваца, петлова, паса или других животиња“ проглашено је кривичним делом. Закон је поставио бројна ограничења о томе како, када и где се животиње могу користити. Забрањивао је власницима да пуштају побеснеле псе на слободу и дао је полицији право да погуби сваког пса за кога се сумња да је бесни. Забранио је и употребу паса за вучу колица. Закон је проширен на остатак Енглеске и Велса 1854. године. Веома сиромашни самозапослени људи често су користили колица која су вукли пси као јефтино превозно средство за доставу млека, људске хране, животињске хране (трговац мачијом храном) и за сакупљање отпада (трговац секундарним сировинама). Пси су били подложни беснилу. Случајеви ове ужасне смртоносне болести међу људима били су у порасту. Све ово је негативно утицало и на коње који су били економски много виталнији за град. Евангелисти и утилитаристи су у Друштву за превенцију окрутности према животињама убеђивали парламент да је све то окрутно и да би требало да буде противзаконито. Утилитаристички елемент укључио је владине инспекторе како би спровођење закона било загарантовано. Власници више нису имали користи од својих паса и убили су их. Псећу запрегу заменила je људска запрега.
Историчар Харолд Перкин пише: „Између 1780. и 1850. Енглези су престали да буду једна од најагресивнијих, најбруталнијих, најнеотесанијих, најотворенијих, најраскалашнијих, најокрутнијих и најкрвожеднијих нација на свету и постали су једна од најспутанијих, најпристојнијих, најуређенијих, најнежнијих, најизвештаченијих и најлицемернијих. Трансформација је довела до смањења окрутности према животињама, криминалцима, лудацима и деци (тим редоследом). Угушила је многе окрутне спортове и игре, као што су мамљење бикова и борбе петлова, као и невине забаве попут многобројних сајмова и фестивала. Кривични законик је је постао лакши за око две стотине кривичних дела, укинут је превоз [криминалаца у Аустралију] и успостављен је ред у затворима. Недеља је некима постала дан за молитву, a свима дан за уздржавање од приземних жеља.”

### Дечији рад
Евангелистичке верске снаге преузеле су вођство у идентификовању зала дечијег рада и доношењу закона против њих. Њихов гнев услед противречности између услова на терену за децу сиромашних и средњокласне представе о детињству као времену невиности довео је до првих кампања за наметање законске заштите деце. Реформатори су се намерачили на дечији рад од 1830-их па надаље. Кампању која је довела до Закона о фабрикама предводили су богати филантропи тог доба, посебно лорд Шефтсбери, који је Парламенту представио предлоге закона за ублажавање експлоатације деце на радном месту. Године 1833. представио је Закон о десет сати из 1833. године, који је предвиђао да деца која раде у фабрикама памука и вуне морају имати девет или више година. Ниједна особа млађа од осамнаест година није смела да ради више од десет сати дневно или осам сати суботом. Нико млађи од двадесет пет није смео да ради ноћу. Закон о фабрикама из 1844. године каже да деца од 9 до 13 година могу да раде највише 9 сати дневно уз паузу за ручак. Додатне правне интервенције током читавог века повећавале су ниво заштите деце, упркос отпору лесе фер ставова власника фабрика против мешања владе. Парламент је поштовао лесе фер у случају одраслих мушкараца и било је минималног мешања током викторијанског доба.
Незапослена деца са улице такође су патила, док је романописац Чарлс Дикенс открио широкој публици средње класе ужасе живота на улицама Лондона.

## Сексуалност
Историчари Питер Геј и Мајкл Мејсон истичу да модерно друштво често поистовећује викторијански бонтон са недостаткoм знања. На пример, људи који су ишли да се купају у мору или на плажу користили би машину за купање. Упркос употреби машине за купање, и даље је било могуће видети људе како се купају голи. Типичне невесте из средње класе вероватно нису знале ништа о сексу. Тек би током своје брачне ноћи сазнале за очекивања својих мужева. Искуство је често било трауматично. Међутим, супротно популарној концепцији, викторијанско друштво је признало да и мушкарци и жене уживају у копулацији.
Вербална или писaна комуникација која се тицала сексуалних осећања такође је често била забрањивана, па су људи уместо тога користили језик цвећа. Међутим, писали су и експлицитну еротику, од којих је можда најпознатија раскошна прича Мој тајни живот коју је наводно Хенри Спенсер Ешби написао под псеудонимом Волтер, и часопис Бисер, који је излазио неколико година и био поново штампан као књига у меком повезу шездесетих година прошлог века. Такође опстаје у приватним писмима архивираним у музејима, па чак и у студији о женским оргазмима. Неки актуелни историчари сада верују да се мит о викторијанској репресији може пратити до становишта са почетка двадесетог века, на пример оног које се приписује Литону Стречију, хомосексулацу, члану групе Bloomsbury, аутору делa Еминентни викторијанци.

### Хомосексуалност
Огромна експанзија полицијских снага, посебно у Лондону, довела је до наглог пораста кривичног гоњења илегалне содомије средином века. Мушка сексуалност постала је омиљени предмет проучавања, посебно медицинских истраживача чије су се студије случаја бавиле развојем и симптомима институционализованих субјеката. Хенри Модсли  обликовао је касне викторијанске погледе на аберантну сексуалност. Џорџ Севиџ и Чарлс Артур Мерсије писали су о хомосексуалцима који су део друштва. Речник психолошке медицине Данијела Хака Тукеа покрио је тему сексуалне перверзије. Сви ови радови показују свест о континенталним увидима, као и морални презир према описаним сексуалним праксама.
Симеон Соломон и песник Алџернон Чарлс Свинберн, док су размишљали о сопственим сексуалним идентитетима 1860-их година, усресредили су се на грчку песникињу Сафо која је била лезбејка. Захваљујући њима су викторијански интелектуалци чули за Сафо, а њихови списи су помогли да се обликује модерна слика лезбејства.
Лабушеров амандман на Закон о изменама и допунама кривичног закона из 1885. године први пут је учинио незаконитим све мушке хомосексуалне радње. Предвиђено је две године затвора за мушкарце који су осуђени да су починили, или су учествовали, у јавним или приватним хомосексуалним радњама. Лезбејске радње —које су тада биле једва познате— биле су игнорисане. Када је Оскар Вајлд 1895. године осуђен за кршење статута и затворен због таквих кршења, постао је култна жртва енглеске пуританске репресије.

### Проституција
Проституција је вековима била елемент градског живота. Реформатори су почели да се мобилишу касних 1840-их, главне новинске организације, свештеници и неудате жене све више су бринули о проституцији, која је постала позната као „Велико друштвено зло“. Процене о броју проститутки у Лондону 1850-их у знатној мери варирају (у својој значајној студији Проституција, Вилијам Ектон је саопштио како је полиција проценила да их је 1857. године само у Лондону било 8.600).
Док су Уточишта Магдалена од средине 18. века изводила проститутке на прави пут, у годинама између 1848. и 1870. забележена је права експлозијa у броју институција које су радиле на томе да „врате“ ове „пале жене“ са улице и да их поново оспособе за улазак у угледно друштво — обично за послове кућне послуге. Тема проституције и „палих жена“ (свака жена која је имала сексуални однос ван брака) постала је главна карактеристика средњевикторијанске књижевности и политике. У списима Хенрија Мејхјуа, Чарлса Бута, Чарлса Дикенса и других, на проституцију се почело гледати као на друштвени проблем.
Када је парламент усвојио први Закон o заразним болестима (ЗБ) 1864. године (који је дозволио локалној полицији да у одређеним дефинисаним областима примора сваку жену да се подвргне њиховој провери ако постоји сумња да има венеричне болести ), крсташки рат Џозефин Батлер да укине Законе о ЗБ спојио је борбу против проституције са феминистичким покретом у настајању. Батлер је напала дугоуспостављени двоструки стандард сексуалног морала.
Проститутке су често представљане као жртве у сентименталној литератури, као што је песма Томаса Худа Мост уздаха, роман Елизабет Гаскел Мери Бартон, и Дикенсов роман Оливер Твист. Нагласак на чистоти жена у делима као што је Анђео у кући Ковентрија Патмора довео је до приказивања проститутке и пале жене као упрљане, искварене и оне којој је потребно прочишћење.
Овај акценат на женској чистоти био је повезан са инсистирањем на улози женe као домаћице, оне која је потпомoгла стварању простора ослобођеног од загађења и корупције града. У том погледу, проститутка је постала симбол кршења те поделе. Двоструки стандарди су остали на снази. Закон о Брачним радњама из 1857. године дозвољавао је мушкарцу да се разведе од своје жене због прељубе, али жена је могла да се разведе само због прељубе у комбинацији са другим прекршајима као што су инцест, окрутност, бигамија, напуштањe, итд, или само на основу окрутности.
Анонимност града довела је до значајног пораста проституције и недозвољених сексуалних односа. Дикенс и други писци повезивали су проституцију са механизацијом и индустријализацијом модерног живота, приказујући проститутке као људску робу која се конзумира и баца као отпад када се потроши. Покрети за моралну реформу покушали су да затворе јавне куће, за које се понекад тврдило да су биле фактор у концентрацији уличне проституције.
Обим проституције у Лондону 1880-их стекао је национални и глобални значај захваљујући убиствима која су се приписивала серијском убици Џеку Трбосеку из Вајтчепела, чије су жртве биле искључиво проститутке које су живеле у оскудици, у Ист Енду. С обзиром на то да су многе проститутке живеле у сиромаштву још 1880-их и 1890-их, нуђење сексуалних услуга произилазило је из очајничке потребе да се финансирају њихови оброци и привремена склоништа од хладноће, и као резултат тога, проститутке су представљале лак плен за криминалце јер су оне саме могле да учине јако мало како би се заштитиле од опасности.

## Криминал и полиција
После 1815. године владао је широко распрострањен страх од растуће стопе криминала, провала, акција мафије и претњи нередима широких размера. Лоше организовани локални парохијски полицајци и приватни чувари бавили су се криминалом на ад-хок основи, уз веома строге казне, које су подразумевале на стотине разлога за погубљење или депортацију у Аустралију. Лондон, са 1,5 милиона људи –више од следећих 15 градова заједно– током деценија је разрадио неформалне аранжмане за развој јединственог полицијског система у својим бројним општинама. Закон о Метрополитанској полицији из 1829. године, који је заступао министар унутрашњих послова Роберт Пил, није био толико запањујућа иновација, колико системизација успостављених неформалних пракси са проширеним финансирањем. Основана је  полицијска служба Метрополитан, са седиштем у Скотланд Јарду. Лондон је сада имао прву модерну полицију на свету. Три хиљаде полицајаца названо је „бобијима“ (по Пиловом имену). Били су добро организовани, централно вођени, и носили су стандардне плаве униформе. Правно су имали историјски статус полицајца, са овлашћењем да хапсе сумњива лица и изводе преступнике пред прекршајни суд. Били су распоређени у тимове за одређене патроле, посебно ноћу. На главним улицама постављена је плинска расвета, што им је знатно олакшало надзор. Стопа криминала је опала. Закон из 1835. године захтевао је од свих укључених општина у Енглеској и Велсу да успоставе полицијске снаге. Убрзо се придружила Шкотска, са својим засебним правним системом. До 1857. године свако подручје судске власти у Великој Британији ималo је организовану полицију за коју је Трезор издвајао новчану помоћ. Полиција је имала сталну плату, ретко је коришћена у следбеничке сврхе, a полицајци су бирани пре по заслугама него политичким утицајем. Платна скала није била висока (једна гвинеја недељно 1833. године), али је престиж био посебно висок за ирске католике који су били несразмерно заступљени у сваком граду где их је било много.

## Узрочност
Интелектуални историчари који трагају за узроцима појаве новог морала често упућују на идеје Хане Мор, Вилијама Вилберфорса и секте Клапхам. Перкин тврди да све ово преувеличава утицај мале групе појединаца, који су „били колико последица револуције, толико и узрок“. Такође, проблем је и у временском оквиру, јер су многи претходници заказали. Интелектуални приступ тежи да умањи значај неконформиста и евангелиста – методисти су, на пример, играли моћну улогу међу вишим слојевима радничке класе. Коначно, недостаје кључни састојак: уместо да покушавају да побољшају старо друштво, реформатори су покушавали да одведу Британију у ново друштво будућности.
Покрети викторијанске ере за правду, слободу и друге снажне моралне вредности претворили су похлепу и експлоатацију у јавно зло. Списи Чарлса Дикенса посебно су посматрали и бележили ове појаве. Петер Шапели испитао је 100 водећих личности добротворних организација у Манчестеру викторијанског доба. Они су донели значајан културни капитал, као што је богатство, образовање и друштвени положај. Поред стварних реформи које су се тицале града, они су за себе обезбедили облик симболичког капитала, легитиман облик друштвене доминације и грађанског вођства. Корисност доброчинства као средства за јачање нечијег друштвеног вођства била је друштвено одређена и одвела би човека само до извесне даљине.
Марксистички интелектуалац Валтер Бенјамин повезао је викторијански морал са успоном буржоазије. Бенјамин је тврдио да је култура куповине ситне буржоазије успоставила дневну собу као центар личног и породичног живота. Као таква, енглеска буржоаска култура је култура престижа у дневној соби кроз упадљиву потрошњу. Ово стицање престижа је затим појачано потискивањем емоција и сексуалне жеље, као и изградњом уређеног друштвеног простора у којем је „приличност“ кључна особина личности и пожељна је и код мушкараца, и код жена.